# World Tour w siatkówce plażowej 1997
World Tour w siatkówce plażowej 1997 składał się z 20 turniejów, które obejmowały również pierwsze oficjalne Mistrzostwa Świata w siatkówce plażowej. Mistrzami World Tour trzeci raz z rzędu zostali Brazylijczycy, zarówno mężczyźni jak i kobiety. 

## Zawody

### Klasyfikacja turniejów
| World Championships |
| Open                |

### Mężczyźni
| Turniej                                                             | 1 miejsce                          | 2 miejsce                          | 3 miejsce                                                       | 4 miejsce                         |
| ------------------------------------------------------------------- | ---------------------------------- | ---------------------------------- | --------------------------------------------------------------- | --------------------------------- |
| Brazil Open Rio de Janeiro, Brazylia 20 - 23 lutego                 | Zé Marco de Melo Emanuel Rego      | Eduardo Bacil José Loiola          | Jody Holden Conrad Leinemann                                    | Julien Prosser Lee Zahner         |
| German Open Berlin, Niemcy 4 - 6 lipca                              | Paulao Moreira Paulo Emilio Silva  | Rogério Ferreira Guilherme Marques | Jan Kvalheim Bjørn Maaseide                                     | Paulao Moreira Paulo Emilio Silva |
| Italian Open Lignano, Włochy 18 - 20 lipca                          | Martín Conde Eduardo Martínez      | Zé Marco de Melo Emanuel Rego      | Jan Kvalheim Bjørn Maaseide                                     | Roberto Lopes Franco Neto         |
| French Open Marsylia, Francja 25 - 27 lipca                         | Rogério Ferreira Guilherme Marques | Zé Marco de Melo Emanuel Rego      | Julien Prosser Lee Zahner                                       | Joao Brenha Miguel Maia           |
| Austria Open Klagenfurt, Austria 1 - 3 sierpnia                     | Zé Marco de Melo Emanuel Rego      | Jörg Ahmann Axel Hager             | Paulao Moreira Paulo Emilio Silva                               | John Child Mark Heese             |
| Portugal Open Espinho, Portugalia 8 - 10 sierpnia                   | Jan Kvalheim Bjørn Maaseide        | Roberto Lopes Franco Neto          | John Child Mark Heese                                           | Martín Conde Eduardo Martínez     |
| Belgium Open Ostenda, Belgia 15 - 17 sierpnia                       | Zé Marco de Melo Emanuel Rego      | Martín Conde Eduardo Martínez      | Paulao Moreira Paulo Emilio Silva                               | Jan Kvalheim Bjørn Maaseide       |
| Turkey Open Alanya, Turcja 29 - 31 sierpnia                         | Paulao Moreira Paulo Emilio Silva  | Rogério Ferreira Guilherme Marques | Zé Marco de Melo Emanuel Rego                                   | Roberto Lopes Franco Neto         |
| Spain Open Teneryfa, Hiszpania 4 - 7 września                       | Jan Kvalheim Bjørn Maaseide        | Martín Conde Eduardo Martínez      | Zé Marco de Melo Emanuel Rego                                   | Martin Laciga Paul Laciga         |
| World Championships Los Angeles, Stany Zjednoczone 10 - 13 września | Rogério Ferreira Guilherme Marques | Canyon Ceman Mike Whitmarsh        | Dain Blanton / Kent Steffes Paulao Moreira / Paulo Emilio Silva | Nie rozgrywano meczu o 3 miejsce  |
| Brazil Open Fortaleza, Brazylia 4 - 7 grudnia                       | Zé Marco de Melo Emanuel Rego      | Eduardo Garrido Guilherme Marques  | Martín Conde Eduardo Martínez                                   | Carl Henkel Sinjin Smith          |

### Kobiety
| Turniej                                                             | 1 miejsce                       | 2 miejsce                       | 3 miejsce                                              | 4 miejsce                        |
| ------------------------------------------------------------------- | ------------------------------- | ------------------------------- | ------------------------------------------------------ | -------------------------------- |
| Brazil Open Rio de Janeiro, Brazylia 13 - 16 lutego                 | Mônica Rodrigues Adriana Samuel | Lisa Arce Holly McPeak          | Sandra Pires Jackie Silva                              | Shelda Bede Adriana Behar        |
| Australian Open Melbourne, Australia 13 - 16 marca                  | Sandra Pires Jackie Silva       | Shelda Bede Adriana Behar       | Lisa Arce Holly McPeak                                 | Karrie Poppinga Angela Rock      |
| Italian Open Pescara, Włochy 4 - 6 lipca                            | Lisa Arce Holly McPeak          | Shelda Bede Adriana Behar       | Sandra Pires Jackie Silva                              | Barbra Fontana Nancy Reno        |
| French Open Marsylia, Francja 24 - 26 lipca                         | Shelda Bede Adriana Behar       | Lisa Arce Holly McPeak          | Mônica Rodrigues Adriana Samuel                        | Natalie Cook Kerri Pottharst     |
| Portugal Open Espinho, Portugalia 1 - 3 sierpnia                    | Mônica Rodrigues Adriana Samuel | Shelda Bede Adriana Behar       | Sandra Pires Jackie Silva                              | Liz Masakayan Elaine Youngs      |
| Japan Open Osaka, Japonia 8 - 10 sierpnia                           | Mônica Rodrigues Adriana Samuel | Maike Friedrichsen Danja Müsch  | Shelda Bede Adriana Behar                              | Sandra Pires Jackie Silva        |
| Korea Open Pusan, Korea Południowa 15 - 17 sierpnia                 | Lisa Arce Holly McPeak          | Mônica Rodrigues Adriana Samuel | Natalie Cook Kerri Pottharst                           | Shelda Bede Adriana Behar        |
| World Championships Los Angeles, Stany Zjednoczone 10 - 13 września | Sandra Pires Jackie Silva       | Lisa Arce Holly McPeak          | Karolyn Kirby / Nancy Reno Shelda Bede / Adriana Behar | Nie rozgrywano meczu o 3 miejsce |
| Brazil Open Salvador, Brazylia 30 października - 2 listopada        | Shelda Bede Adriana Behar       | Lisa Arce Holly McPeak          | Sandra Pires Jackie Silva                              | Mônica Rodrigues Adriana Samuel  |